# San José Neria
San José Neria es una localidad perteneciente al municipio de Chocamán, Veracruz, ubicado al sureste del mismo municipio. Se trata de la tercera localidad más poblada del municipio, después de la cabecera municipal y Tetla. La comunidad cuenta con 1,522 habitantes. San José Neria se localiza a 1360 metros de altitud.

## Historia
Es incierta la fecha exacta de la fundación de San José Neria aunque su importancia radica en que es un punto medio entre los poblados de Coscomatepec y Córdoba (Veracruz). Es posible que Neria, como se conoce comúnmente, haya sido fundada alrededor de 1920, en tiempos posrevolucionarios. Anteriormente, era paso obligado para comerciantes y población en general que viajaban desde los puntos altos de la sierra hacia la ciudad de Córdoba para comprar mercancías o abastecerse de productos básicos.